# بازار محمدعلی خان
بازار محمد علی خان مربوط به اوایل دوره قاجار است و در یزد، خیابان امام خمینی، چهار راه شهدا واقع شده و این اثر در تاریخ ۱۷ اسفند ۱۳۸۱ با شمارهٔ ثبت ۷۷۸۷ به‌عنوان یکی از آثار ملی ایران به ثبت رسیده است.